# 합동참모대학
합동참모대학(合同參謀大學, JFSC, Joint Forces Staff College)는 1963년에 국방부 일반명령 제17호로 설립된 국방대학교 산하의 대학기관이다.

## 대학의 연혁
- 1963. 08. 24 합동참모대학 창설(국방부 일반명령 제17호)
- 1975. 03. 01 국대원 “전략기획과정”으로 통합(대통령령 제7569호)
- 1990. 10. 10 국방참모대학 창설(대통령령 제13116호)
- 1995. 08. 04 PKO 교육 및 연구기관 지정(국방부 훈령 제515호)
- 2000. 01. 01 국방대학교 예하 “합동참모대학”으로 재편 
 부설기관으로 “합동교리발전부”설치(법률 제6017호) 3개교(국방대학원, 국방정신교육원, 국방참모대) 통합
- 2010. 01. 01 PKO 센터 편제전환, 합참대 → 국방대학교 부설기관
- 2014. 12. 12 합동참모대학, 국방대학교 → 합동군사대학 부설기관

## 각 부처

### 합동교육
- 교학처
- 전략학처
- 작전학처
- 전력기획학처

### 합동개념교리
- 연구조정관실
- 기본·기준교리실
- 운용교리실
- 전쟁연습실

## 같이 보기
- 합동군사대학교
- 대한민국 국군
- 국방대학교
- 안전보장대학원
- 국방관리대학원
- 육군대학 / 해군대학 / 공군대학